# رحیم‌بردی آنامرادنژاد
رحیم‌بردی آنامرادنژاد دانشیار دانشگاه مازندران، مدیر مسئول فصلنامه مطالعات ساختار و کارکرد شهری، مدرس، مؤلف، جغرافی‌دان و پژوهشگر ایرانی در حوزه برنامه‌ریزی شهری است.

## زندگی
رحیم آنامرادنژاد متولد ۱۳۴۰ در روستای کملر از توابع شهرستان گمیشان در استان گلستان است. در سال ۱۳۵۸ بعد از پایان تحصیلات دورهٔ متوسطه، در رشتهٔ دبیری جغرافیا وارد دانشگاه یزد گردید و پس از فارغ‌التحصیلی، به عنوان دبیر دبیرستان‌های بندر دیلم (۶۸–۱۳۶۵)، مینودشت (۷۶–۱۳۶۸) و گرگان (۸۴–۱۳۷۶) به کار مشغول گردید. در فاصلهٔ سال‌های تدریس به ادامهٔ تحصیلات خود پرداخت و در سال ۱۳۷۳ موفق به کسب مدرک کارشناسی ارشد از دانشگاه شهید بهشتی در رشتهٔ جغرافیای انسانی (مطالعات شهری و روستایی) گردید و در سال ۱۳۸۳ درجهٔ دکترای تخصصی خود را از دانشگاه اصفهان در رشتهٔ جغرافیا و برنامه‌ریزی شهری دریافت نمود.

## تالیفات
1. نگرشی جغرافیایی به بندرترکمن، انتشارات فراغی، گرگان، سال انتشار ۱۳۸۷[۷]
2. مقدمه‌ای بر میدان‌های شهری، انتشارات دانشگاه مازندران، سال انتشار ۱۳۹۰[۷]
3. اصول برنامه‌ریزی مجتمع‌های زیستی، انتشارات دانشگاه مازندران، سال انتشار ۱۳۹۳[۷]
4. جغرافیای جمعیت ایران، انتشارات سمت، سال انتشار ۱۳۹۷[۸]